# Потсвил
Потсвил (на английски: Pottsville) е град в Пенсилвания, Съединени американски щати, административен център на окръг Скукъл. Разположен е на западния бряг на река Скукъл, на 160 km северозападно от Филаделфия. Населението му е 13 625 души (по приблизителна оценка от 2017 г.).
В Потсвил е роден икономистът Гери Бекър (1930 – 2014).